# 洋食工房パセリ

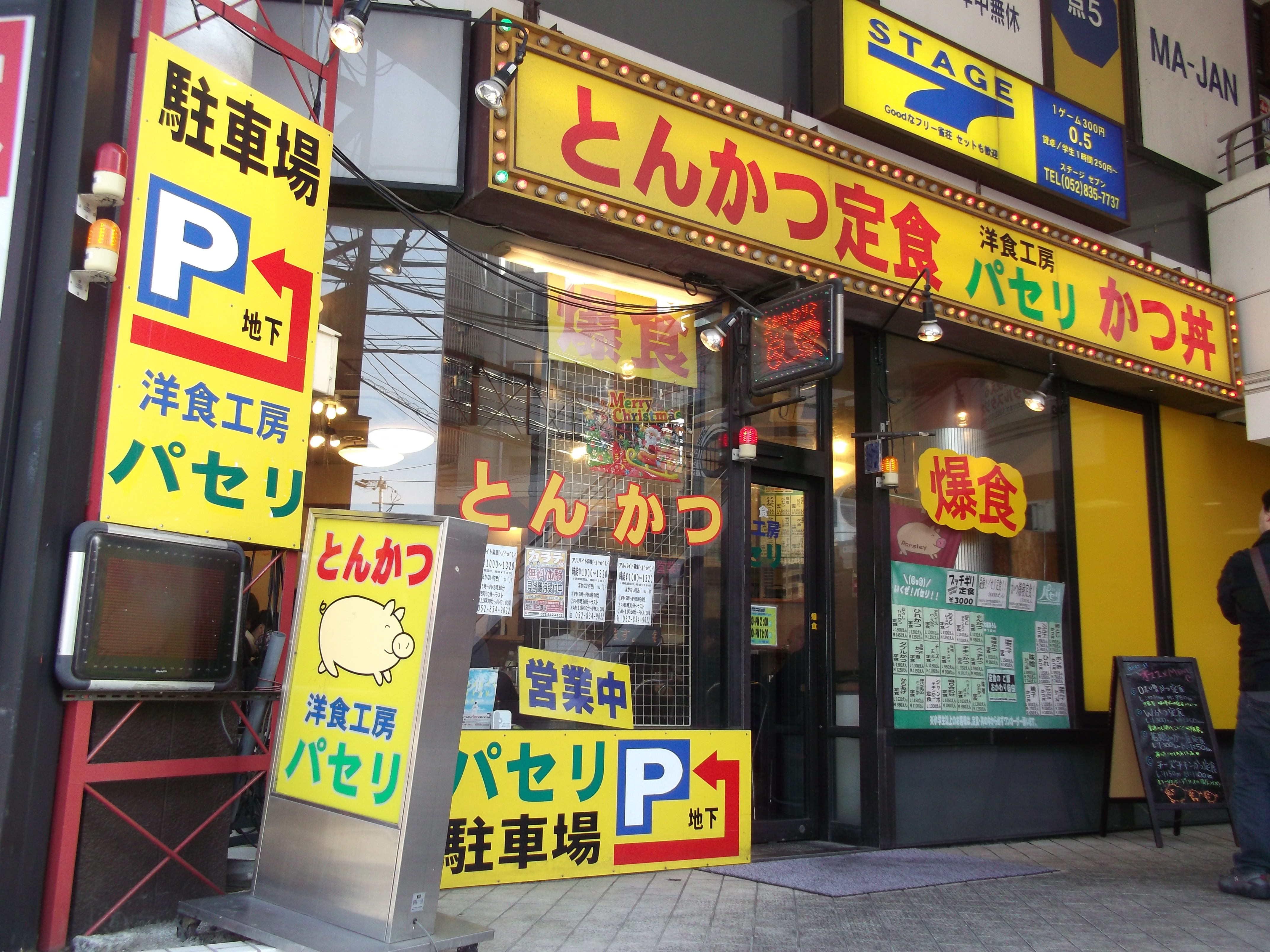
「洋食工房パセリ」店舗外観

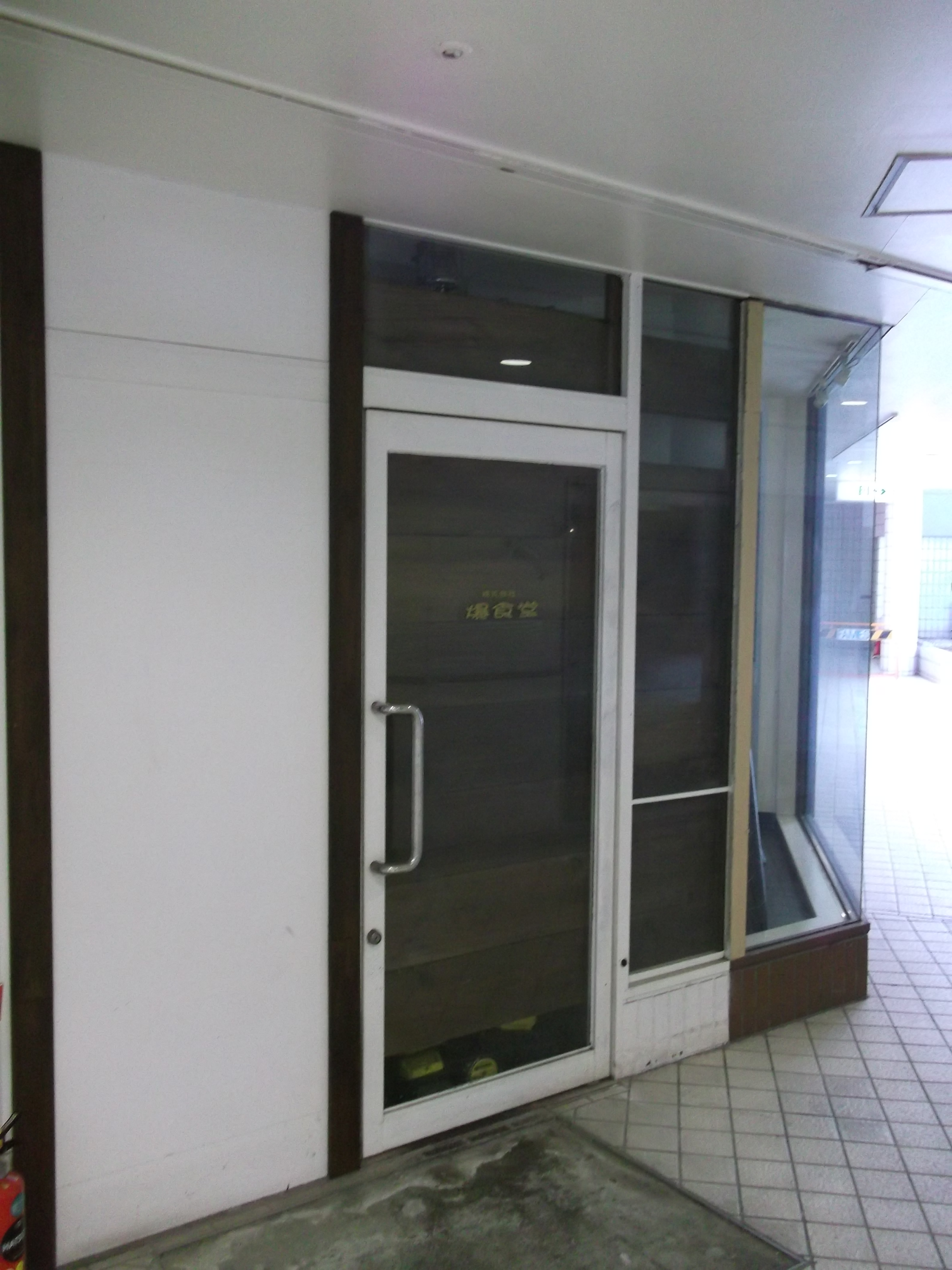
「洋食工房パセリ」を運営する株式会社爆食堂事務所

洋食工房パセリ（ようしょくこうぼうパセリ）は、愛知県名古屋市天白区塩釜口にあるトンカツ中心のデカ盛り定食屋。創業は1991年（平成3年）頃。現在の店舗より300メートル南で、カウンター8席のみの小さな洋食屋を始めたのが原点。
その後、2005年（平成17年）の春に塩釜口の2番出口前に移転した。
2011年（平成23年）の春に代替わりした。

## 概要
1.7kg以上のカツが盛られた「カツ爆発定食」や「最強パセリ定食」などの壮絶なメニューをはじめ、地元定番の味噌カツ定食はもとより、ラーメン丼に盛られた玉子とじカツ丼など、基本的にどのメニューも量が多めで安く爆食の聖地として有名。定食類は、ご飯のお代わりが自由であり、丼物の大盛りは100円増しで価格以上に量が激増する。地元は勿論のこと、幅広いメディアに頻繁に取り上げられ、広範に渡って多くの大食いファンに親しまれている。カニクリームコロッケやデミグラスソースの濃厚な旨さに垣間見られる通り、調理技術を基礎から忠実に踏襲した店主の、エネルギッシュな技量を体感する事が出来る。量だけではなく技術的レベルも非常に高い。
全て、2代目オーナーが継承している。
火曜日から金曜日の昼に、単独メニューで作っている日替わりランチは、揚げ物を中心とした様々な味を楽しめる。店主のオリジナル料理は、和風や中華、定番の洋食を織り交ぜた、毎日通えるランチである。量は多く、ご飯のお代わりは自由である。
チャレンジメニューである、「最強パセリ定食」又は「かつ爆発定食」を30分以内に完食すると「爆食家認定証」（キャッシュカード程の大きさのパセリオリジナル品、本人のみ1年有効、発行開始は2000年（平成12年）の夏頃）が授与され、次回来店から認定証の提示で、カツ・飯ともに増量となる特典を得る事ができる。
現在、「爆食家認定証」は、リニューアルされ、裏面に、特別メニューが記載されている。常に、準備中になっている「ブッチギリ定食」への挑戦権獲得もここに記載されているようである。

## メディア
これまで、多くのテレビや雑誌、遠くに至っては東北地方のローカルラジオに取り上げられてきた。
2007年（平成19年）
- いきなり!黄金伝説。（テレビ朝日、7月5日放送）
  - ご当地デカ盛り（名古屋編）にて取り上げられた。パッション屋良が味噌カツ丼を食べた。
- UP!（名古屋テレビ（メ～テレ）、9月20日放送）
  - 特集「食語辞典〜テラめし〜」に登場。
- TVチャンピオン2（テレビ東京、10月11日放送）
  - 『デカ盛り王選手権』において「デカ盛り激戦区 愛知限定 リポーター紹介クイズ」に登場。
  - 食通でもあるジャイアント白田が登場し「最強パセリ定食」を食べて美味しいと評価、尚且つ時間内に完食して爆食家認定証を獲得。

2008年（平成20年）
- ニュース愛知「デカ盛の店」として（テレビ愛知、1月18日放送）
  - テレビ愛知の高木大介アナウンサーがチャレンジメニューの「最強パセリ定食」に挑戦したが無理だった。
- なるほどプレゼンター!花咲かタイムズ（CBCテレビ（中部日本放送）、4月12日放送）
  - 「MAXさん、いらっしゃい」特大料理コーナーにマスターが生出演。「最強パセリ定食」をワゴンに乗せて登場。
  - 東貴博や友近、アジアン、ハマカーン、南部志穂（CBCアナウンサー）等が、量の多さに驚くと共に、食べて美味しいと評価。爆食家認定証を披露。

※ 2009年（平成21年）頃から何故か取材を辞退している様子だが、近々受入れに戻るらしい。

## 店舗情報
所在地
- 愛知県名古屋市天白区塩釜口

交通アクセス
- 最寄駅 - 名古屋市営地下鉄鶴舞線 塩釜口駅の2番出口を出た正面にある。
- 地下駐車場有　店内券売機にて半額になります。（駐車場用の食券を購入しスタッフに駐車券に交換してもらう必要あり）

## エピソード
｢爆食｣という造語はパセリが発祥との説もある。
パセリの常連だった、名城大の柔道部員が考えたらしい。